# Семантическая файловая система
Семантическия файловая система — файловая система со структурой данных в соответствии с содержанием и смыслом.
Семантические файловые системы обычно реализуются с помощью тегов поверх традиционной файловой системы.
Некоторые известные реализации — SemFS, Tagsistant, TransparenTag, tagxfs, TagLayer, xtagfs, dhtfs, ООО tmsu, dantalian, WinFS.